# Affidamento condiviso (ordinamento francese)
L'affidamento condiviso nella legislazione francese prende il nome di résidence alternée, in quanto viene considerato preponderante il modo di regolare la residenza che ospita il figlio minorenne i cui genitori non vivano nella stessa casa, per esempio nel caso di un divorzio.
Un bambino vivrà nella residenza alternata, appunto alternativamente presso il domicilio dell'uno e dell'altro genitore.
Si può rilevare che la definizione è piuttosto generica, e non definire la frequenza della modalità di alternanza di residenza. Può darsi il caso di una regolarità nell'alternanza, fissata mediante accordo tra i genitori o dall'autorità legale.

## Alcuni requisiti
Alcuni requisiti fisici sono essenziali per poter attuare la residenza alternata: 
- I bambini in età scolare debbono frequentare un'unica scuola, dalla quale le residenze dei genitori non possono distare in misura tale da riverberarsi negativamente sul minore circa i tempi di percorrenza da e per la scuola.
- La residenza alternata richiede condivisione degli oneri. Non è pertanto esclusa l'imposizione a carico del coniuge più abbiente, di una contribuzione in denaro.
- La legge prevede l'uso della mediazione familiare per promuovere la comprensione tra i genitori riguardo all'organizzazione delle loro responsabilità verso i bambini.

## Modifiche legislative in Francia
Nel 1970 il quadro normativo che regola la famiglia francese è cambiato radicalmente: l'autorità paterna, esercitata dal "capofamiglia" è sostituita dall'autorità parentale congiunta, che non cessa in caso di divorzio. Le donne possono esercitare la potestà genitoriale, di cui prima erano private. 
La legge sul divorzio si evolve lentamente.
Così la legge del 22 luglio 1987, n. 87-570, proposta da Claude Malhuret, precisa che in caso di divorzio, la potestà genitoriale è esercitata sia in comune da entrambi i genitori o da uno di essi. Al contrario, nella famiglia naturale, l'esercizio in comune è stato oggetto di una decisione giudiziaria o di una dichiarazione congiunta dei genitori. 
Pertanto, le sezioni 287 e 374 del codice civile, nella loro modificata dalla legge del 1987, richiede il giudice, in caso di esercizio congiunto della potestà genitoriale, indicano a quale genitore del minore aveva la sua residenza abituale. 
La legge dell'8 gennaio 1993 ha confermato tale requisito. Secondo l'articolo 287 del codice civile, il giudice era tenuto a fissare la residenza abituale del bambino presso uno dei genitori.
La residenza alternata è effettivamente entrata la normativa francese nel 2002. Quindi, il testo della legge del 4 marzo 2002 rafforza il mantenimento dei collegamenti con il genitore: enuncia in chiave generale all'articolo 373-2, comma 2, del codice civile che "ogni padre e madre devono mantenere i rapporti contatto con il bambino e seguire la collega con l'altro genitore.
Questa innovazione è stata accolta con sollievo da parte di coppie che avevano già adottato, senza dover ricorrere al giudice, la residenza alternata. La necessità di fornire una base legislativa per queste pratiche, non ha avuto un dibattito veramente ampio. Le obiezioni si sono incentrate sulla questione se fosse opportuno dare al giudice il potere di imporre un alloggio alternativo nel caso di un conflitto genitoriale. Il legislatore ha optato per una soluzione di compromesso: la residenza alternata sarà imposta ai genitori in un conflitto in forma di prova. Da qui il nome di co-genitorialità, il divieto incondizionato di alternanza che esistevano prima dell'entrata in vigore della legge del 4 marzo 2002, relativa alla potestà dei genitori, ha dato una legittimazione razionale alternando la residenza. Per aiutare i genitori a stabilire gli accordi circa la questione dei bambini, la legge apriva la strada per la mediazione familiare. Il giudice può nominare un mediatore familiare a farlo, in legge n. 2004-439 del 26 maggio 2004, il giudice può ordinare al marito di incontrare un mediatore familiare che li informano circa le finalità e lo svolgimento delle mediazione. 
Per facilitare l'esercizio della genitorialità a responsabilità condivisa, i genitori possono anche contattare il mediatore familiare prima della procedura, nell'intento di presentare il loro accordo per l'approvazione al tribunale della famiglia. 
Si stima che la residenza alternata nella Francia di oggi sia adottata dal 10% delle coppie separate con figli.